# 新宿高速客運總站

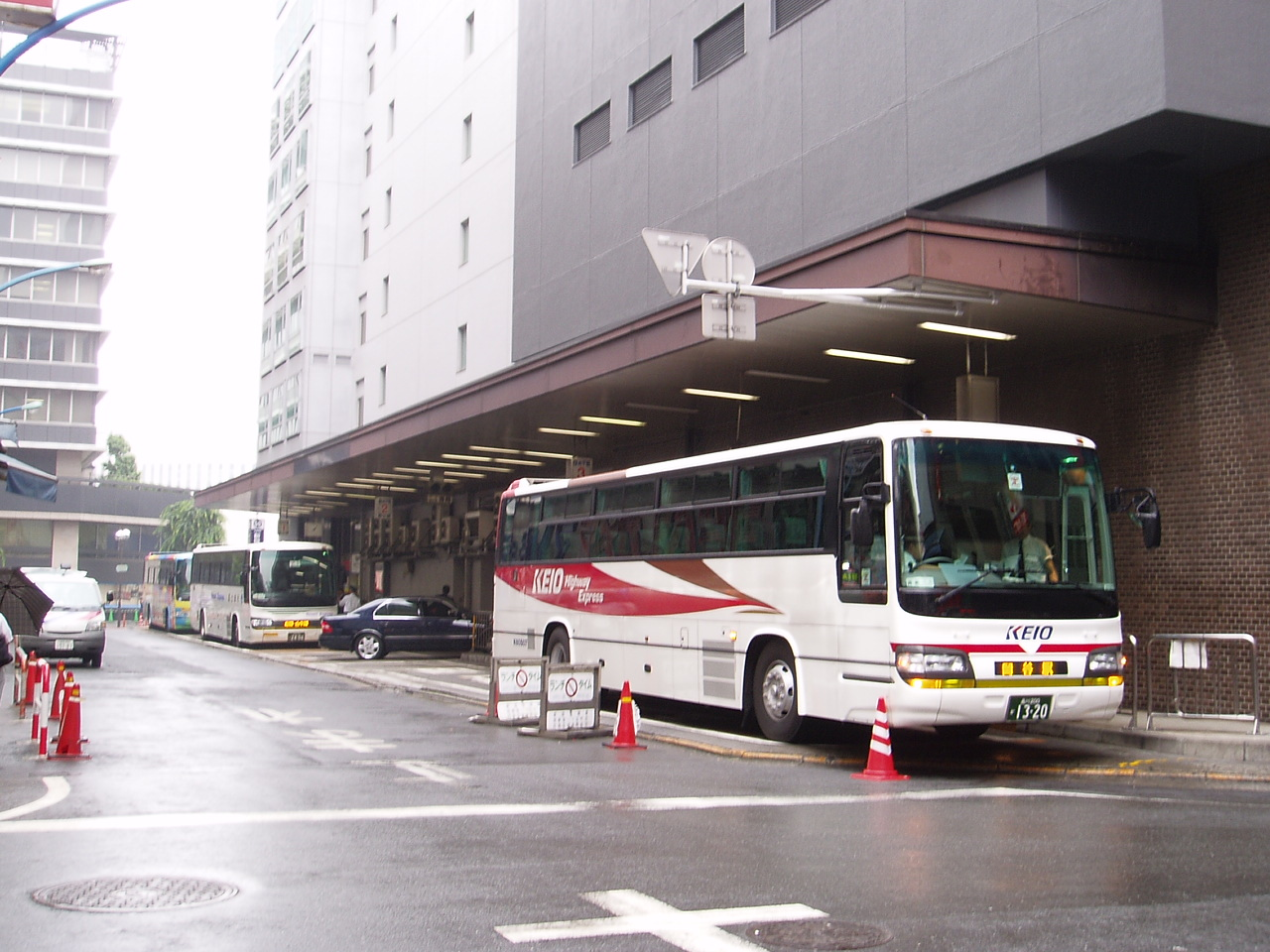
新宿高速客運總站全景（2006年6月21日拍攝）

新宿高速客運總站（日语：／ Shinjuku kōsoku basu tāminaru */?），是位於日本東京都新宿區西新宿的客運總站，由京王電鐵巴士經營，主要供京王集團及其聯營在新宿站起訖的長途客運路線使用。1971年4月5日啟用，但隨著Busta新宿在2016年4月4日啟用而於同年5月8日結束營運。

## 概要
車站在新宿站西口附近，也可以說淀橋照相機新宿西口本店前邊，明治安田生命MY新宿第2大廈1樓。本站在日本公路長途客運總站的拓荒之一，1971年（昭和46年）啟用。上客月臺有3個（1～2號，臨時26號），下車月臺3個（26～28號），1樓為售票大廳，2樓為預定次日車票櫃臺，地下1樓為候車室。

## 入駐業者與路線
白天開往山梨，長野縣方向中央高速公車為主，傍晚以後開往近畿，四國地方的夕發朝至公車為主。

### 京王電鐵巴士集團
大多路線經中央道。
- 中央高速公車
  - 新宿～富士急高原樂園·富士五湖（與富士急行聯營）
  - 新宿～富士山五合目（與富士急行聯營）
  - 新宿～甲府・湯村溫泉（與富士急行·山梨交通聯營）
  - 新宿～南阿爾卑斯市公所·身延（與山梨交通聯營）
  - 新宿～茅野·諏訪·岡谷（與Alpico交通·富士急行·山梨交通·JR巴士關東聯營）
  - 新宿～松本（與Alpico交通聯營）
  - 新宿～信濃大町·白馬·扇沢·栂池高原（同上）
  - 新宿～長野（與Alpico交通聯營，經關越道·上信越道）
  - 新宿～伊那·駒根市（與Alpico交通·伊那巴士·山梨交通·信南交通聯營）
  - 新宿～飯田·晝神溫泉郷（與Alpico交通·伊那巴士·信南交通聯營）
  - 新宿～平湯溫泉·飛騨高山（與濃飛乘合自動車聯營）
  - 新宿～名古屋（與名鐵巴士聯營）
  - 新宿～木曽福島（與御嶽交通聯營）
- 新宿～大阪（阪急梅田）（與阪急巴士聯營·澀谷站出発）
- 新宿·澀谷～神戸～姫路（與神姫巴士聯營）
- 新宿～仙台～石卷（與宮城交通聯營，經東北道）
- 新宿～澀谷～裾野～沼津線（與富士急行聯營，經東名高速）
- 新宿·澀谷～濱松線（與JR東海巴士·遠州鐵道聯營，經東名高速）
- 新宿·渋谷～靜岡線（與JR東海巴士聯營，經東名高速）
- 新宿～東京晴空城～鎌取·誉田·土気（與千葉中央巴士聯營，開車28號月臺）

### 西東京巴士
營運本站起，開往近畿·四國方向夜行路線。
- 新宿～高松～丸龜（與四國高速巴士聯營）
- 新宿·八王子～大阪阿倍野橋（與近鐵巴士聯營）
- 新宿～松山（與伊予鐵道聯營）

### 關東巴士
營運開往京都～奈良～枚方方向夜行路線。
- 新宿～天理～奈良，新宿～天理～高田～五條「大和號」（與奈良交通聯營）
- 新宿·渋谷～京都·枚方「東京夜間急行京都號」（與京阪巴士聯營）

### 近鐵巴士
營運開往大阪的廉價班次。
- 新宿～大阪阿倍野橋

### 西日本鐵道
營運開往福岡的夜行路線。
- 新宿～小倉·博多巴士總站·西鐵天神巴士中心(西鐵福岡（天神）車站)

### 山梨交通
營運開往山梨縣韮崎市·北杜市白州町的晝行路線。
- 新宿～韮崎·白州

### 富士急行
營運開往山梨縣甲州市的晝行路線。
- 新宿～勝沼·甲州市政府
- 新宿～相模湖森林渡假村

### 国際興業巴士
營運開往秋田縣·青森縣的夜行路線。
- 新宿·東京·秋葉原·上野～鶴岡·酒田（與庄内交通聯營）
- 新宿·大宮～八戶·三澤·野邊地·陸奥

### Alpico交通
營運開往上高地的路線。
- 新宿～上高地

### 弘南巴士
營運開往青森縣的夜行路線。
- 東京·新宿～青森
- 東京·新宿～八戶·七戶·野邊地·青森
- 新宿·東京～弘前·五所川原

### 海部觀光
營運開往德島縣的夜行路線。
- 東京·新宿～徳島·阿南

## 外部連結
- Highway bus.com （页面存档备份，存于） （日語）

1. ↑   (PDF). 国土交通省. 2015-04-01  [2016-05-10]. （原始内容 (PDF)存档于2016-04-07） （日语）.
2. ↑  . 朝日新聞デジタル. 2016年5月9日  [2016-05-09]. （原始内容存档于2020-11-08） （日语）.